# Atletica leggera alla XXX Universiade - Staffetta 4×100 metri femminile
La specialità della staffetta 4×100 metri femminile all'Universiade di Napoli 2019 si è svolta tra il 12 ed il 13 luglio 2019.

## Podio
| Oro     | Svizzera Salomé Kora Sarah Atcho Ajla Del Ponte Samantha Dagry Riccarda Dietsche*  |
| Argento | Australia Abbie Taddeo Nana Owusu-Afriyie Riley Day Celeste Mucci                  |
| Bronzo  | Nuova Zelanda Olivia Eaton Zoe Hobbs Georgia Hulls Natasha Eady Brooke Somerfield* |

## Risultati

### Batterie
Passano in finale le prime tre squadre di ogni batteria (Q) e le due squadre con i migliori tempi tra le escluse (q).
| Posizione | Batteria | Nazione       | Atleti                                                                                | Tempo | Note |
| --------- | -------- | ------------- | ------------------------------------------------------------------------------------- | ----- | ---- |
| 1         | 1        | Svizzera      | Riccarda Dietsche, Sarah Atcho, Ajla Del Ponte, Samantha Dagry                        | 43.97 | Q    |
| 2         | 1        | Australia     | Abbie Taddeo, Nana Owusu-Afriyie, Riley Day, Celeste Mucci                            | 44.28 | Q    |
| 3         | 2        | Nuova Zelanda | Olivia Eaton, Brooke Somerfield, Georgia Hulls, Natasha Eady                          | 44.77 | Q    |
| 4         | 1        | Messico       | María Mercedes Talamante, Rosa Cook, Dania Aguillón, Iza Flores                       | 44.95 | Q    |
| 5         | 1        | Thailandia    | Sureewan Runan, On-Uma Chattha, Supawan Thipat, Supanich Poolkerd                     | 44.96 | q    |
| 6         | 2        | Giappone      | Kanako Yuasa, Mai Fukuda, Mae Hirosawa, Ayaka Kōra                                    | 45.08 | Q    |
| 7         | 2        | Polonia       | Ewa Ochocka, Kamila Ciba, Agata Forkasiewicz, Ada Kołodziej                           | 45.17 | Q    |
| 8         | 2        | Rep. Ceca     | Lucie Koudelová, Helena Jiranová, Martina Hofmanová, Anna Křížková                    | 45.65 | q    |
| 9         | 2        | Ghana         | Latifa Ali, Salomey Agyei, Rafiatu Nuhu, Kate Agyemang                                | 45.75 |      |
| 10        | 1        | Danimarca     | Louise Ostergard, Mette Graversgaard, Mathilde Heltbeck, Zarah Buchwald               | 46.02 |      |
| 11        | 2        | Sudafrica     | Sokwakana Mogwasi, Taylon Bieldt, Eljone Kruger, Reabetswe Moloi                      | 46.05 |      |
| 12        | 2        | Cile          | Anais Hernández, Sol Villanustre, Poulette Cardoch, María Montt                       | 46.15 |      |
| 13        | 1        | India         | Dhanalakshmi Sekar, Himani Chandel, Haluvalli Ramegowda, Dutee Chand                  | 46.23 |      |
| 14        | 1        | Sri Lanka     | Akshana Chathuba Akshana, Shanika Bokotuwe, Indika Srim Ihala Gamage, Omaya Muthumala | 49.85 |      |

### Finale
| Posizione | Corsia | Nazione       | Atleti                                                             | Tempo | Note             |
| --------- | ------ | ------------- | ------------------------------------------------------------------ | ----- | ---------------- |
|           | 6      | Svizzera      | Salomé Kora, Sarah Atcho, Ajla Del Ponte, Samantha Dagry           | 43"72 |                  |
|           | 5      | Australia     | Abbie Taddeo, Nana Owusu-Afriyie, Riley Day, Celeste Mucci         | 43"97 |                  |
|           | 4      | Nuova Zelanda | Olivia Eaton, Zoe Hobbs, Georgia Hulls, Natasha Eady               | 44"24 | Record nazionale |
| 4         | 8      | Messico       | María Mercedes Talamante, Rosa Cook, Dania Aguillón, Iza Flores    | 44"82 |                  |
| 5         | 3      | Giappone      | Kanako Yuasa, Mai Fukuda, Mae Hirosawa, Tomomi Yanagiya            | 44"91 |                  |
| 6         | 2      | Thailandia    | Sureewan Runan, On-Uma Chattha, Supawan Thipat, Supanich Poolkerd  | 45"23 |                  |
| 7         | 1      | Rep. Ceca     | Lucie Koudelová, Helena Jiranová, Martina Hofmanová, Anna Křížková | 45"83 |                  |
|           | 7      | Polonia       | Ewa Ochocka, Kamila Ciba, Agata Forkasiewicz, Ada Kołodziej        | DQ    | R170.7           |